# Guin
Guin – miasto w Stanach Zjednoczonych, w stanie Alabama, w hrabstwie Marion. W roku 2023 miasto zamieszkiwało 2147 osób, a gęstość zaludnienia wynosiła 66,5 osoby/km².